# Los Altares
Los Altares est une localité argentine située dans le département de Paso de Indios, dans la province de Chubut.

## Géographie
La localité est située au centre de la province de Chubut, sur la route de Trelew à Esquel, et donc presque à mi-chemin entre la cordillère des Andes et l'océan Atlantique, en pleine Patagonie. Il y a très peu de villes le long de cette route, et Los Altares est donc un point d'arrêt important pour ceux qui la traversent. Elle possède une station-service YPF qui sert également de siège à l'Automóvil Club Argentino.
Le paysage est marqué par les imposants plateaux de la vallée de Los Altares et le cours du río Chubut. Elle était autrefois appelé La Herrería, du nom d'un petit atelier où les troperos fabriquaient les fers à cheval pour les mules. La Herrería était en fait la localité de l'actuelle Paso de Indios.

## Démographie
La localité compte 230 habitantes (Indec, 2010), ce qui représente une augmentation de 87 % par rapport au précédent recensement de 2001 qui comptait 123 habitants.